# Akrame
Akrame is een restaurant in Parijs met twee Michelinsterren, met als chef-kok Akrame Benallal.

## Geschiedenis
Benallal werkte bij de chefs Ferran Adrià en Pierre Gagnaire alvorens hij begin 2011 zijn eigen restaurant opende in het 16e arrondissement te midden van tal van ambassades. Hoewel gewerkt hebbend bij beide chefs heeft hij in zijn eigen restaurant een persoonlijke kookstijl die geen directe band heeft met de moleculaire keukens van zijn leermeesters. Hij hanteert er de formule van een "menu unique" dat maandelijks wisselt.

### Waardering
In de Michelingids voor 2012 kreeg het restaurant meteen een Michelinster nadat het in 2011 geopend was; in de gids voor 2014 kreeg het een tweede Michelinster.